# Psilanteris atriceps
Psilanteris atriceps är en stekelart som först beskrevs av Jean-Jacques Kieffer 1910.  Psilanteris atriceps ingår i släktet Psilanteris och familjen Scelionidae. Inga underarter finns listade i Catalogue of Life.